# 叡電さぶれ
叡電さぶれ（えいでんさぶれ）は、京都府京都市左京区にある叡山電鉄（通称：叡山電車、叡電）が販売している銘菓（サブレ）である。叡電が扱うオリジナルグッズ商品の一つである。

## 商品
叡電さぶれには下記の2種類の商品がある。いずれも叡電沿線にある洋菓子・パンの店「BRUGGE洛北」が製造している。
- 叡電さぶれ（プレーン） - メイプルレッド色「きらら」の箱に、プレーン味のサブレ入り[2]。
- 叡電さぶれ（抹茶） - メイプルオレンジ色「きらら」の箱に、抹茶味のサブレ入り[3]。

外箱は900系電車「きらら」のイラストになっており、外箱を開封すると内側には「きらら」のぬりえができるようになっている。また、中に入っているサブレ自体も「きらら」をかたどった形となっている。そのほか、叡電車両のトレーディングカードが5種類のうち1枚が入っている。
販売場所は出町柳駅および鞍馬駅。販売時間は10:00 - 16:00。販売価格は1箱10枚入りで700円。
なお、購入時に叡電1日乗車券「えぇきっぷ」、「鞍馬 貴船散策チケット」、「叡電きららチケット」などの企画乗車券を提示すれば、優待価格で購入することが可能。通信販売は行っていない。

### 以前の商品
現在販売されている商品は2010年（平成22年）11月6日にリニューアルされたものである。
以前の商品は「叡電サブレ」と表記され、丸い形のサブレ、サブレの包装袋には「きらら」イラスト、および外箱のデザインも若干違っており、1箱500円で販売されていた。